# Українська формула миру
Українська формула миру (англ. Ukraine's Peace Formula) — ініціатива і дипломатична платформа, що пропонується Україною для досягнення справедливого закінчення війни, яку розв'язала Росія проти України.

## Історія
21 вересня 2022 року Президент України Володимир Зеленський звернувся до Генеральної Асамблеї ООН із попередньо записаним відео, виклавши п'ять «необговорюваних» умов для «формули миру»., серед яких справедливе покарання Росії за злочини, скоєні проти України, захист життя «всіма доступними засобами, дозволеними статутом ООН», відновлення безпеки і територіальної цілісності, гарантій безпеки з боку інших країн і рішучість України продовжувати захищатися.
Докладний зміст «формули миру» з 10 пунктів був оприлюднений Президентом України Володимиром Зеленським 15 листопада 2022 року під час Саміту лідерів G20 на Балі в Індонезії.

## Пропозиції
Пропозиції України розподілені по 10 пунктах:
1. Радіаційна та ядерна безпека.
2. Продовольча безпека.
3. Енергетична безпека.
4. Звільнення всіх полонених і депортованих (в тому числі викрадених українських дітей).
5. Виконання Статуту ООН і відновлення територіальної цілісності України та світового порядку.
6. Виведення російських військ і припинення бойових дій.
7. Повернення справедливості.
8. Протидія екоциду.
9. Недопущення ескалації.
10. Фіксація закінчення війни.

## Оцінки та обговорення
Президент Зеленський зазначив, що Українська формула миру може стати універсальною основою для припинення інших військових конфліктів на планеті та подолання глобальних проблем
Українська формула миру обговорювалася в рамках наступних міжнародних зустрічей (Росію не запрошували):

### Зустріч у Копенгагені
24 червня 2023 року в Копенгагені, Данія, — між радниками з питань національної безпеки та представниками з України, США, Європейського Союзу, Великобританії, Данії, Індії, Італії, Канади, Німеччини, Південної Африки, Саудівської Аравії, Туреччини, Франції, Японії та інших країн.

### Зустріч у Джидді
5 — 6 серпня 2023 року в Джидді, Саудівська Аравія, — між 42 представниками країн Заходу а також Бразилії, Єгипту, Індії, Індонезії, Південної Африки та Китаю.

### Зустріч на Мальті
28 — 29 жовтня 2023 року у Валетті, Мальта, — між 66 представниками країн Заходу та Глобального Півдня. Серед нових учасників були відмічені Вірменія, Святий Престол та Мексика.
На зустрічі в Мальті учасники ухвалили документ, в якому засвідчується намір скликати Глобальний саміт на рівні лідерів країн-учасників Формули миру, на якому очікується затвердження всіх положень Української формули миру лідерами держав.

### Зустріч у Києві
1 грудня 2023 року в Києві відбулася чергова робоча (десята за рахунком) зустріч із представниками дипкорпусу різних держав з питань імплементації формули миру. До обговорення долучилися 86 учасників: представники 83 іноземних держав і трьох міжнародних організацій. З української сторони на заході взяли участь: міністр оборони Рустем Умєров, міністр юстиції Денис Малюська, заступниця голови Верховної ради Олена Кондратюк, лідер кримськотатарського народу, народний депутат Мустафа Джемілєв, лауреатка Нобелівської премії миру, правозахисниця Олександра Матвійчук, керівник Офісу Президента України Андрій Єрмак.
З мотиваційною промовою до учасників звернувся амбасадор United24 Річард Бренсон. На зустрічі були заслухані заяви президентки міжнародної неурядової організації громадських діячів The Elders, колишньої Президентки Ірландії Мері Робінсон та колишнього генерального секретаря ООН Пан Гімуна, в яких пролунали заклики до всіх країн докладати зусиль для забезпечення справедливого миру в Україні на основі ключових принципів Статуту ООН. Також ішлося про важливість створення спеціального трибуналу за злочин агресії.